# Clube de Futebol Estrela da Amadora
Il Clube de Futebol Estrela da Amadora, noto come Estrela è stata una società calcistica portoghese con sede nella città di Amadora, a nord-ovest di Lisbona.
Fondato nel 1932, il club ha vinto una Coppa di Portogallo nel 1990 e un campionato portoghese di seconda divisione nella stagione 1992-1993. Ha partecipato alla Coppa delle Coppe 1991, raggiungendo il secondo turno. In prima divisione il miglior piazzamento è il settimo posto del 1997-1998. Nella stagione 2008-2009 è retrocesso in Segunda Divisão (la terza divisione) a causa di problemi finanziari. Al suo posto è stato ripescato il Belenenses.
Il nome significa "Club Calcistico Stella di Amadora".

## Storia recente
Di seguito è riportata la tabella con i piazzamenti dell'Estrela Amadora in campionato e in Coppa, a partire dal 1988:
| Stag.     | Serie | Pos. | G  | V  | N  | P  | GF | GS | Pt. | Coppa            | Note       |
| --------- | ----- | ---- | -- | -- | -- | -- | -- | -- | --- | ---------------- | ---------- |
| 1988-1989 | 1D    | 8    | 38 | 13 | 13 | 12 | 33 | 41 | 39  |                  |            |
| 1989-1990 | 1D    | 13   | 34 | 10 | 8  | 16 | 35 | 34 | 28  | vincitore        |            |
| 1990-1991 | 1D    | 18   | 38 | 9  | 14 | 15 | 37 | 46 | 32  |                  |            |
| 1991-1992 | 2H    | 11   | 34 | 10 | 13 | 11 | 30 | 35 | 33  |                  |            |
| 1992-1993 | 2H    | 1    | 34 | 17 | 14 | 3  | 59 | 28 | 48  |                  | promosso   |
| 1993-1994 | 1D    | 9    | 34 | 9  | 15 | 10 | 39 | 36 | 33  |                  |            |
| 1994-1995 | 1D    | 15   | 34 | 6  | 14 | 14 | 27 | 40 | 26  |                  |            |
| 1995-1996 | 1D    | 11   | 34 | 7  | 4  | 3  | 35 | 50 | 35  |                  |            |
| 1996-1997 | 1D    | 9    | 34 | 12 | 11 | 11 | 39 | 38 | 47  |                  |            |
| 1997-1998 | 1D    | 7    | 34 | 14 | 8  | 12 | 42 | 41 | 50  |                  |            |
| 1998-1999 | 1D    | 8    | 34 | 11 | 12 | 11 | 33 | 40 | 45  |                  |            |
| 1999-2000 | 1D    | 8    | 34 | 10 | 15 | 9  | 40 | 35 | 45  |                  |            |
| 2000-2001 | 1D    | 18   | 34 | 4  | 7  | 23 | 30 | 57 | 19  |                  | retrocesso |
| 2001-2002 | 2H    | 4    | 34 | 16 | 9  | 9  | 44 | 38 | 57  |                  |            |
| 2002-2003 | 2H    | 3    | 34 | 15 | 12 | 7  | 42 | 32 | 57  |                  | promosso   |
| 2003-2004 | 1D    | 18   | 34 | 4  | 5  | 25 | 22 | 74 | 17  |                  | retrocesso |
| 2004-2005 | 2H    | 3    | 34 | 17 | 9  | 8  | 47 | 30 | 60  | semifinale       | promosso   |
| 2005-2006 | 1D    | 9    | 34 | 12 | 9  | 13 | 31 | 33 | 45  | ottavi           |            |
| 2006-2007 | 1D    | 10   | 30 | 9  | 8  | 13 | 26 | 36 | 35  |                  |            |
| 2007-2008 | 1D    | 13   | 30 | 6  | 13 | 11 | 29 | 41 | 31  | quarti di finale |            |
| 2008-2009 | 1D    | 11   | 30 | 8  | 10 | 12 | 26 | 38 | 34  | semifinale       | retrocesso |

1D: Primeira Liga (prima divisione); 2H: Liga de Honra (seconda divisione).
- Nota stagione 1997-1998: miglior piazzamento mai raggiunto in campionato.

## Palmarès

### Competizioni nazionali
- Coppa del Portogallo: 1

1989-1990
- Segunda Liga: 1

1992-1993

### Altri piazzamenti
- Coppa del Portogallo:

Semifinalista: 1989-1990, 1993-1994, 2004-2005, 2008-2009
- Supercoppa di Portogallo:

Finalista: 1990
- Segunda Liga:

Terzo posto: 2002-2003, 2004-2005

## Statistiche e record

### Statistiche nelle competizioni UEFA
Tabella aggiornata alla fine della stagione 2010-2011.
| Competizione      | Partecipazioni | G | V | N | P | RF | RS |
| ----------------- | -------------- | - | - | - | - | -- | -- |
| Coppa delle Coppe | 1              | 4 | 1 | 2 | 1 | 3  | 4  |
| Coppa Intertoto   | 1              | 2 | 0 | 2 | 0 | 2  | 2  |